# Parr (architekci)
Parr lub Pahr, Bahr, Pair (wł. de Pario) – rodzina włoskich architektów pochodzących z Bissone, budowniczych i kamieniarzy (tzw. Komasków), działająca w Europie w XVI wieku (m.in. Dolny Śląsk, Meklemburgia, Szwecja). W Polsce rodzina Parr przyczyniła się do przyjęcia (głównie w architekturze śląskiej), form północnowłoskiego renesansu.
Franciszek Parr (ur. ?, zm. 1580), który osiedlił się w Chojnowie, prowadził prace budowlane na Dolnym Śląsku.
- Prace na Dolnym Śląsku:
  - W latach 1547–1548 kierował pracami budowlanymi na Zamku Piastowskim w Chojnowie.
  - projekt rozbudowy Zamku Piastów Śląskich w Brzegu.
  - Zamek w Płakowicach
- Prace na terenie Niemiec:
  - W latach 1558–1565 rozbudowywał Zamek w Güstrow w Meklemburgii
  - brał udział w budowach fortyfikacji w Schwerinie, Rostocku i Bützow.
- Prace na terenie Szwecji od 1572, wspólnie z Krzysztofem, Dominikiem i Janem Baptysta Parr (synami Jakuba Parra, brata Franciszka), na zlecenie króla Jana III Wazy
  - przebudowa zamku w Sztokholmie
  - przebudowa zamku w Uppsali
  - Zamek w Kalmarze

Jakub Parr (ur. 1510, zm. 1575), w latach 1539–1540 zajmował się pracami na Zamku w Bolkowie. W 1543 osiedlił się w Brzegu, jako nadworny architekt księcia legnicko-brzeskiego Jerzego II. W latach 1544–1566 jego Jakub Parr zajmował się rozbudową Zamku Piastów Śląskich w Brzegu (według projektu Franciszka Parra). Wykonał także przebudowę renesansowego brzeskiego ratusza, dokonaną w latach 1570–1572 według projektu Bernarda Niurona. Jakub Parr, w latach 1568–1572, uczestniczył także w pracach budowlanych na Zamku Królewskim w Warszawie.
Jan Baptysta Parr – syn Jakuba Parra i brat Franciszka, Dominika i Krzysztofa. Początkowo pomagał ojcu podczas budowy zamku w Brzegu, następnie pracował w Schwerinie. Od 1572 roku pracował w Szwecji dla Jana III Wazy gdzie odbudowywał Zamek kalmarski, a potem na zamku Borgholm. Już w 1574 roku odszedł ze stanowiska i został zastąpiony przez swojego brata Dominika. Powrócił wkrótce do łask i w latach 1577–1578 budował zamek Alvsborg w Göteborgu.